# Minucia marginata
Minucia marginata är en fjärilsart som beskrevs av Barend J. Lempke 1966. Minucia marginata ingår i släktet Minucia och familjen nattflyn. Inga underarter finns listade i Catalogue of Life.